# Gustaf Grönberger
Anders Gustaf Grönberger, född 12 juni 1882 i Ytterjärna socken, död 28 augusti 1972 i Stockholm, var en svensk läkare och idrottsman.
Gustaf Grönberger var son till kamreraren Anders Ludvig Grönberger. Han blev student 1901 och studerade därefter vid Karolinska Institutet, blev medicine kandidat 1905 och medicine licentiat 1910. Efter förordnanden i kirurgi, gynekologi och patologi vid olika Stockholmssjukhus var han underkirurg vid Maria sjukhus 1914-1919. Under Första Balkankriget 1912 och under Första världskriget i Polen och Tyskland 1917 arbetade Grönberger som krigskirurg. 1918 öppnade han praktik i Stockholm och blev konsulterande kirurg vid Långbro sjukhus samma år och vid Beckomberga sjukhus 1932. Grönberger var 1923-1928 lärare i krigskirurgi för värnpliktiga läkare. 1932 blev han kirurgisk överläkare vid Barnsjukhuset Samariten i Stockholm. Grönberger författade en mängd vetenskapliga och populärmedicinska skrifter, bland de senare särskilt smärre handböcker för vintersportare, seglare och scouter. Grönberger var själv en framstående gymnast och deltog bland annat vid Olympiska spelen i Aten 1906.